# Paul Guérin (écrivain)
Pour les articles homonymes, voir Guérin.
Ne doit pas être confondu avec Paul Guérin (religieux).
 (juin 2016).
Si vous disposez d'ouvrages ou d'articles de référence ou si vous connaissez des sites web de qualité traitant du thème abordé ici, merci de compléter l'article en donnant les références utiles à sa vérifiabilité et en les liant à la section « Notes et références ».
Paul Guérin est un prêtre catholique né à Paris le 6 janvier 1928 et mort aux Trois Lacs le 25 décembre 2018,.

## Biographie
Après son ordination, il fut aumônier de lycée, puis responsable diocésain de la catéchèse et curé de Palaiseau. 
Son activité est marquée par le souci de vulgariser le savoir religieux et d'exprimer la signification de la foi pour le monde présent, bien différent de celui où sont nés la Bible et l'Évangile.

## Publications
- Je crois en Dieu, Le Centurion, 1974
- Une parole et du pain, Le Centurion, 1976
- Redire le credo, Le Centurion  1977
- La maturité, un défi spirituel, Bayard  2001